# Merel Bechtold
Merel Bechtold (* 27. února 1992) je nizozemská kytaristka. Narodila se ve městě Blaricum. Na kytaru začala hrát v roce 2007 ve svých patnácti letech. O půl roku později založila kapelu Purest of Pain. Během následujících dvou let začala hrát na větších, mezinárodních akcích a festivalech s kapelami Suicide Silence, Unearth, MaYaN, Grave, All Shall Perish, Delain a dalšími. V roce 2013 vydala singl Momentum a v roce 2014 hrála na největším metalovém festivalu Wacken Open Air.

## Skupiny
Na konci roku 2012 Merel odehrála první vystoupení se skupinou Delain. V roce 2013 poprvé nahradila Timo Somerse (původní kytarista). Během téhož období odehrála několik koncertů se skupinou Purest of Pain. V říjnu 2013 ji kontaktoval Isaac Delahaye (Epica, ex-MaYaN), který z kapely MaYaN musel odejít kvůli jiným prioritám. Odehrála se skupinou dva koncerty v lednu 2014 jako náhrada. Na druhém koncertu ji kapela vyzvala ke stálému členství, s čímž souhlasila.
V létě 2014 se stala součástí skupiny The Gentle Storm, kterou založila Anneke van Giersbergen se svým manželem Robem Snijdersem. Následně odehrála několik koncertů s Delain po boku Timo Somerse. V roce 2015 opět doprovází Delain na dalších koncertech v roli předskokanů Sabaton. Od října 2015 se Merel oficiálně stává permanentní členkou Delain. Kapelu opustila v roce 2019 a založila Dear Mother.

## Aparatura
Merel používá kytary nizozemského výrobce Bo~El. Používá šesti i sedmistrunné kytary v různých barvách. Snímače na kytaře nemá měněné. Jako zesilovač používá Engl 650, Ritchie Blackmore Signature. Z efektů používá pouze digitální páskové echo Strymon El Capistan a octaver polské značky Taurus. Používá struny Ernie Ball a trsátka Dunlop Jazz.